# Tyvriv (huyện)
Huyện Tyvriv (tiếng Ukraina: Тиврівський район, chuyển tự: Tyvrivs’kyi raion) là một huyện của tỉnh Vinnytsia thuộc Ukraina. Huyện Tyvriv có diện tích 882 km², dân số theo điều tra dân số ngày 5 tháng 12 năm 2001 là 40773 người với mật độ 46 người/km2. Trung tâm huyện nằm ở Tyvriv.